# Agnete Johnsen
Agnete Kristin Johnsen, conosciuta anche semplicemente come Agnete (Nesseby, 4 luglio 1994), è una cantante norvegese.
Agnete ha avviato la sua carriera musicale cantando nel gruppo pop punk The BlackSheeps, per poi continuare come solista. Ha rappresentato la Norvegia all'Eurovision Song Contest 2016 con il brano Icebreaker.

## Biografia
Agnete Kristin Johnsen è nata il 4 luglio 1994 a Nesseby, nella contea di Finnmark, la più settentrionale della Norvegia. È la figlia dell'autrice di storie per bambini Signe Iversen, ed è di etnia sami.
Nel 2008 Agnete ha formato insieme ad alcuni compagni di scuola la band The BlackSheeps, grazie alla quale ha vinto il concorso musicale Melodi Grand Prix Junior 2008 con la canzone Oro jaska, beana (Fa' silenzio, cane), cantata in norvegese e sami. Il gruppo ha quindi partecipato alla competizione musicale scandinava MGP Nordic 2008, finendo per vincere. Oro jaska, beana ha vinto il premio per la canzone dell'anno agli Spellemannprisen e ha raggiunto il primo posto nelle classifiche musicali norvegesi. Nel 2011, i BlackSheeps hanno partecipato al Melodi Grand Prix 2011 con la canzone Dance Tonight, sperando di poter rappresentare la Norvegia all'Eurovision Song Contest 2011. Si sono classificati secondi, e poco dopo si sono sciolti.
Nel 2014 Agnete ha partecipato alla decima stagione di Skal vi danse?, la versione norvegese di Ballando con le stelle, dalla quale è uscita vincitrice in coppia con Egor Filipenko. Il 19 gennaio 2016 è stato confermato che la cantante avrebbe cercato di rappresentare la Norvegia all'Eurovision Song Contest 2016 partecipando al Melodi Grand Prix 2016 con la canzone Icebreaker. Nella finale del 27 febbraio è stata annunciata vincitrice grazie ai 166.728 televoti ottenuti, circa la metà dei voti totali. Icebreaker ha raggiunto l'undicesima posizione nella classifica norvegese. Agnete ha cantato Icebreaker nella seconda semifinale dell'Eurovision, svolta il 12 maggio 2016 a Stoccolma, ma non si è qualificata per la finale del 14 maggio.

## Discografia

### Solista

#### Singoli
- 2013 - Goin' Insane
- 2014 - Mama
- 2016 - Icebreaker

##### Come artista ospite
- 2015 - Hurricane Lover (Carina Dahl feat. Agnete)

### Con i BlackSheeps
- 2009 - The Blacksheeps